# Bactrocera murrayi
Bactrocera murrayi
 es una especie de insecto díptero que Perkins describió científicamente por primera vez en 1939. Esta especie pertenece al género Bactrocera de la familia Tephritidae.  